# Пономарёв, Валерий Зосимович
Валерий Зо́симович Пономарёв (род. 15 февраля 1942, Лальский район, Кировская область) — советский и российский государственный и партийный деятель, председатель Курганской областной Думы III созыва, генерал-майор налоговой полиции, полковник ФСБ России.

## Биография
Валерий Зосимович Пономарёв родился 15 февраля 1942 года в деревне Новгородово Нижне-Лальского сельсовета Лальского района Кировской области. Ныне деревня не существует, территория находится в  Лальском городском поселении Лузского района Кировской области.
В 1959—1960 гг. работал токарем-фрезеровщиком на Ижевском механическом заводе.
В составе хоккейной команды «Металлист» (г. Ижевск) участвовал в чемпионате СССР в классе Б.
В 1966 году окончил Ижевский механический институт и направлен на Курганский машиностроительный завод, где работал инженером-конструктором.
С 1971 года член КПСС.
В 1971—1975 гг. второй, затем первый секретарь Октябрьского райкома ВЛКСМ г. Кургана.
В 1975—1976 гг. секретарь парткома завода «Корвет».
В 1976—1978 гг. секретарь Октябрьского райкома КПСС г. Кургана.
Неоднократно избирался депутатом Октябрьского районного и Курганского городского Советов народных депутатов.
В 1978 году направлен на службу в Комитет государственной безопасности СССР, где дослужился до должности заместителя начальника Управления КГБ СССР по Курганской области по оперативной работе, полковник.
В 1985 году окончил Высшую школу КГБ СССР им. Ф. Э. Дзержинского.
В 1989 году участвовал в ликвидации аварии на продуктопроводе в Целинном районе Курганской области.
В июне 1992 года назначен начальником Управления налоговых расследований при Государственной налоговой инспекции по Курганской области.
С 1994 года начальник Управления Федеральной службы налоговой полиции по Курганской области. Ему присвоено звание генерал-майора налоговой полиции.
В ноябре 2000 года избран депутатом Курганской областной Думы III созыва, а в декабре — председателем областной Думы.
Избран президентом курганского хоккейного клуба «Мостовик», 12 лет был в должности.
Находясь на пенсии занимается общественной работой — член секции ветеранов правоохранительных органов в составе Курганского городского Совета ветеранов.

### Награды
- Орден Дружбы (За активное участие в законотворческой деятельности и многолетнюю добросовестную работу, 12 июня 2004)[3]
- Медали
  - Медаль «За заслуги в проведении Всероссийской переписи населения»
  - Юбилейная медаль «70 лет Вооружённых Сил СССР»
  - Медаль «За безупречную службу» I, II, III степеней
- Нагрудный знак «Почётный сотрудник налоговой полиции»[4]

### Хобби, увлечения
Увлечения: спорт, отдых на природе, в лесу. Занимается по оздоровительной системе Порфирия Иванова.
Валерий Зосимович имеет авторское свидетельство на изобретение бокового двухместного прицепа к мотоциклу.

## Семья
- Отец — погиб (пропал без вести) во время Великой Отечественной войны, в декабре 1942 года.
- Мать — Инна Семёновна.
  - Дед — Герой Советского Союза Семен Петрович Березин.
  - Бабушка — Мария Семёновна Березина, директор начальной школы.
- Жена — Светлана Сергеевна, по образованию техник-строитель, сотрудник Управления статистики по Курганской области
  - Дочь — Елена, род. 1972 г.
  - Дочь — Мария, род. 1975 г.
- Жена — Ирина Евгеньевна